# 中野祥吾
中野 祥吾（なかの しょうご、1984年9月 - ）は、日本の化学者（酵素化学・構造生物学・計算化学・バイオインフォマティクス）。博士（理学）（広島大学・課程博士・2012年）。静岡県立大学食品栄養科学部・大学院食品栄養環境科学研究院准教授。
浅野酵素活性分子プロジェクト研究員などを歴任。

## 概要
広島県出身。酵素化学・構造生物学・計算化学・バイオインフォマティクスを専攻。人工的な蛋白質の設計手法の開発や機能の解析で知られており、酵素の構造や機能の解析にも取り組んだ。広島大学で学び、「ERATO」による「浅野酵素活性分子プロジェクト」を経て、静岡県立大学などで勤務した。

## 来歴

### 生い立ち
1984年（昭和59年）9月生まれ、広島県東広島市出身。広島大学に進学し、理学部化学科に在籍。2007年（平成19年）3月、広島大学卒業にともない、学士（理学）の学位を取得。そのまま広島大学大学院理学研究科数理分子生命理学専攻に進学、分子生物物理学研究室に在籍。2009年（平成21年）3月、広島大学大学院博士課程前期修了にともない、修士（理学）の学位を取得。引き続き博士課程後期に進み、在学中に博士論文「Structural and functional analysis of assimilatory nitrite reductase」を執筆、2012年（平成24年）3月、広島大学大学院博士課程後期修了にともない、3月23日付で博士（理学）の学位を取得。

### 化学者として
独立行政法人・科学技術振興機構による戦略的創造研究推進事業の「ERATO」に採択された「浅野酵素活性分子プロジェクト」に参画、2012年（平成24年）4月1日研究員に就任。「ERATO」は、研究総括の所属機関と科学技術振興機構とが共同で本部を設置し研究にあたる事業である。その一つとして採択された「浅野酵素活性分子プロジェクト」は、富山県立大学の浅野泰久が研究総括を務めており、生物由来酵素を遺伝子組み換え等で改変し有用物質を生産することを目指していた。2015年（平成27年）3月31日、浅野酵素活性分子プロジェクト研究員を退任、同年4月、静岡県立大学食品栄養科学部の助教に就任、主として食品生命科学科の講義に携わり、食品蛋白質工学研究室に参画した。また、静岡県立大学大学院食品栄養環境科学研究院助教を兼務。静岡県立大学の大学院の一部には研究院・学府制が導入されており、教員は研究組織である研究院に所属、院生は教育組織である学府に所属するため、大学院においては主として薬食生命科学総合学府の講義に携わった。2015年（平成27年）から2017年（平成29年）にかけて、静岡県工業技術研究所沼津工業技術支援センター外部研究員を兼任。2016年（平成28年）からは、立教大学非常勤講師を務めた。

## 研究
専門は、化学・生物学。特に、酵素化学・構造生物学・計算化学・バイオインフォマティクスの研究に従事。具体的には、計算機による人工的蛋白質設計手法の開発や、その機能の解析に取り組んだ。また、酵素の構造と機能の研究にも取り組んだ。2020年（令和2年）には、科学技術振興機構による戦略的創造研究推進事業の「さきがけ」にて、中野の「離散的配列ブロックに基づく人工タンパク質配列自在設計技術の開発と応用」が採択された。蛋白質において多様な機能がコーディングされた離散的配列ブロックが存在することを明らかにし、それを組み合わせることで必要な機能を備えた人工蛋白質を設計することを目指した。
浅野酵素活性分子プロジェクトにおいては、酵素の生産量向上に取り組んだ。遺伝子組み換えにより酵素を生成する場合、従来の手法では合成された蛋白質が酵素活性のない不溶性沈殿物となる頻度が高く、酵素の大量生産のネックとなっていた。この問題を解決するため、不溶化した酵素のアミノ酸配列の一部を置換することで可溶化させる手法を松井大亮らと開発、酵素の大量生産の実現に道を拓いた。また、不溶化した酵素と可溶性酵素とのアミノ酸配列を比較し、置換する部位と種類を予測できるプログラムを開発した。
賞歴は、以下の通りである。
1. 大学院生のころに、タバコの葉と根の同化型亜硝酸還元酵素の構造と機能について研究[20]、2009年（平成21年）に日本生化学会の大会にて優秀プレゼンテーション賞を授与された[21]。
2. X線照射によりラジカルで基質が段階的に還元される現象を応用して還元酵素の基質還元過程を研究[22]、2011年（平成23年）に日本生化学会の大会にて鈴木紘一メモリアル賞を授与された[21]。
3. 丹羽正純らとともに「プロテインデザイン研究所」と称して静岡テックプラングランプリに参加[23][24]、2018年（平成30年）に株式会社・リバネスより最優秀賞を授与された[21][23][24]。
4. なお、エルゼビアの発行する『Journal of Molecular Catalysis B -- Enzymatic』より、2015年（平成27年）に顕著な査読者賞を授与された[21]。
5. 2019年度（令和元年度）の教員活動評価にて特に高く評価され[25]、2020年（令和2年）に静岡県立大学学長表彰を受けた[25]。

日本生化学会・日本農芸化学会・日本生物物理学会などに所属。

## 略歴
- 1984年 - 誕生[8]。
- 2007年 - 広島大学理学部卒業[5]。
- 2009年 - 広島大学大学院理学研究科博士課程前期修了[5]。
- 2012年 - 広島大学大学院理学研究科博士課程後期修了[5]。
- 2012年 - 浅野酵素活性分子プロジェクト研究員[6][7]。
- 2015年 - 静岡県立大学食品栄養科学部助教・大学院食品栄養環境科学研究院助教 [7]。静岡県工業技術研究所沼津工業技術支援センター外部研究員を兼任[7]。
- 2016年 - 立教大学非常勤講師[7]。

### 註釈
1. ↑  広島大学は、2004年に国から国立大学法人広島大学に移管された。
2. ↑  広島大学大学院理学研究科の数理分子生命理学専攻は、総合科学研究科の総合科学専攻、理学研究科の生物科学専攻、先端物質科学研究科の分子生命機能科学専攻、生物圏科学研究科の生物資源科学専攻、生物機能開発学専攻、環境循環系制御学専攻と統合・再編され、2018年に統合生命科学研究科統合生命科学専攻が設置された。
3. ↑  独立行政法人科学技術振興機構は、2015年に国立研究開発法人科学技術振興機構に改組された。

## 関連人物
- 浅野泰久